# Hans Gude
Hans Fredrik Gude (født 13. marts 1825 i Christiania, død 17. august 1903 i Berlin) var en af Norges betydeligste nationalromantiske malere. 
Hans landskabsmalerier formidlede storheden i det norske landskab, i mange tilfælde knyttet til højfjeldet. Senere blev hans motivkreds mere knyttet til kysten. Brugen af lys og skygge, skyer og solgennembrud er typisk i mange af Gudes malerier. Gudes betydning som lærer og inspirator for en generation af malere kan ikke overvurderes. Hans økonomiske støtte til mange kommende berømtheder var med til at lægge grunden til en guldalder i norsk malerkunst.

Hans måske mest kendte maleri er Brudefærd i Hardanger, som han malede sammen med Adolph Tidemand. Gude malede landskabet og Tidemand personerne. Maleriet blev stillet som tableau i 1849 på Christiania Theater, hvor et stort mandskor uropførte en sang af komponisten Halfdan Kjerulf og digteren Andreas Munch med udgangspunkt i maleriet. 
- Højfjeld, 1857
- Hans Gude, malt af sønnen Nils Gude
- Brudefærd i Hardanger, 1848